# Губашка
Губашка — река в России, протекает в Кизеловском и Губахинском районах Пермского края. Устье реки находится в 88 км по правому берегу реки Косьва. Длина реки составляет 16 км.
Исток реки севернее посёлка Углеуральский, возле платформы Няр. Исток находится в Кизеловском районе, среднее и нижнее течение — в Губахинском. Река течёт на юг, всё течение проходит по территории бывшей угледобывающей промзоны. Протекает посёлок Углеуральский, ниже течёт по восточным окраинам города Губаха, где и впадает в Косьву.

## Данные водного реестра
По данным государственного водного реестра России относится к Камскому бассейновому округу, водохозяйственный участок реки — Кама от города Березники до Камского гидроузла, без реки Косьва (от истока до Широковского гидроузла), Чусовая и Сылва, речной подбассейн реки — бассейны притоков Камы до впадения Белой. Речной бассейн реки — Кама.
Код объекта в государственном водном реестре — 10010100912111100008748.